# Торговые книги
Торговые книги (купеческие книги) — книги, которые служили для записи всех хозяйственных операций торгового предприятия и движения его имущества.

## Определение
Согласно ЭСБЕ торговые или купеческие книги — это книги, которые служили для записывания всех действий торгового предприятия и движения его имущества; они имели не только частно-коммерческое, но и публичное значение, так как давали возможность определить состояние дел предприятия, что имело большое значение для третьих лиц, особенно в случае несостоятельности торгового предприятия, когда являлось необходимым приведением в известность пассива и актива несостоятельного должника. Ввиду такого публичного значения ведение торговых книг требовалось законом под страхом гражданских или даже уголовных последствий.
В БСЭ торговые книги — это книги, обязательный документ, в котором коммерсант (физическое или юридическое лицо) ежедневно фиксирует все хозяйственные операции своего предприятия, отражая тем самым его финансовое положение.

## История
Уже в Древнем Риме существовали codices accepti et expensi — нечто вроде кассовых книг, которые вели менялы — argentarii и numularii (rationes). Во Франции указом 1539 года впервые было предписано банкирам ведение журнала, а уставом 1673 года это требование было распространено на всех купцов. Французское и итальянское право предписывало купцам ведение трёх книг — журнала, копировальной и инвентарной. Германское, швейцарское, английское, венгерское и другое законодательство не определяло точно, какие именно книги должны вести торговцы, предоставляя это на усмотрение самих торговцев, применительно к их роду торговли. Законодательство данных стран лишь требовало, чтобы купец имел книги, из которых вполне ясно были бы видны его торговые сделки и состояние его имущества. По германскому законодательству торговые книги должны были ведены на одном из живых языков, с употреблением общепринятых письменных его знаков, а не шифров или каких-либо условных знаков; не допускались зачёркивания, подчистки, пробелы, поправки и т. д.; книги должны были переплетены и пронумерованы. Французское законодательство требовало, чтобы торговые книги были перенумерованы и скреплены подписью одного из членов суда.

## Российская империя
Законом 1834 года в Российской империи вводилось подробное определение числа торговых книг и способа их ведения. При этом понятие торговой тайны было значительно расширено, сравнительно с западноевропейскими законодательствами. Неведение установленных законом торговых книг влекло за собою, в случае несостоятельности купца, признание его злостным банкротом; впоследствии это постановление было смягчено, и установлено, что лицо, обязанное по закону вести торговые книги, за неисполнение этой обязанности подвергалось денежному штрафу и даже лишению права на производство торговли; в случае несостоятельности, такое лицо, если не было доказательств злого умысла, признавалось несостоятельным должником неосторожным. В случае смерти купца, если он не вёл торговые книги, заинтересованные лица не могли продолжать дела умершего впредь до утверждения в правах наследства. Обязанность ведения торговых книг лежала на всех лицах, занимающихся торговыми делами; от их ведения освобождались лишь мелочные торговцы, продающие с лотков, ларей и столов, а также в развоз и разнос. 
Оптовые торговцы должны были вести 8 книг: мемориал, или журнал, для ежедневной записки всех дел и всего торгового производства; кассовую книгу, в которую вписывались подробно каждая статья приёма и выдачи денег и которая должна была ежемесячно заключаема; гроссбух или главную книгу, открывающую отдельные счёты по всем оборотам торговли (счёт капитала, имущества, товаров, кассы, счеты должников и заимодавцев, прибыли и убытка и прочие); книгу для копий со всех отходящих писем; товарную книгу для записки всех купленных и проданных, полученных и отправленных товаров, с обозначением их цен; расчётную книгу (Contocourant, или Riscontro), для открытия текущих счетов каждому должнику и заимодавцу; книгу для записки исходящих счетов на проданные товары; фактурную книгу, для записки счетов или фактур на отправленные товары.
Розничные торговцы были обязаны вести 4 книги: товарную, кассовую, расчётную и документную (для подробной записки векселей, заемных писем, расписок, банковых билетов, акций, контрактов, договоров и т. п. документов как полученных, так и выданных). 
Мелочные торговцы должны были иметь 3 книги: кассовую, товарную и расчётную книгу. Кроме того, закон допускал разнообразные вспомогательные книги, смотря по роду торговли. Форма книг оптовых торговцев и способы их ведения (бухгалтерские приёмы) с точки зрения закона были безразличны, лишь бы они соответствовали общеупотребительному типу торговых книг. Розничные и мелочные торговцы обязаны были вести торговые книги по установленным формам. Формы книг были даны в Уставе торговом издания 1857 года, но были исключены в последующих изданиях.
По русскому торговому праву, каждый мог вести свои книги на том языке, на котором заблагорассудится; лишь евреи должны были вести книги на русском, польском или немецком языках, а еврейские записи должны были сопровождаться переводом; книги должны были ведены исправно и в надлежащем порядке, без правок, подчисток, вымарывания и приписок между строками; страницы каждой книги должны были при самом начале пронумерованы; законом предписывались правила бухгалтерского исправления ошибочных записей.
Доказательная сила торговых книг
Если книги велись без соблюдения предписанных законом правил, они теряли доказательную силу на суде и, сверх того, виновные подвергались взысканию до 50 рублей. Все книги за предшествующие годы должны были сохраняться в целости. В случае кражи торговых книг или истребления их пожаром, наводнением или иным несчастным случаем, следовало заявить об этом коммерческому или ближайшему местному суду, который, удостоверившись в правильности заявления, выдавал заявителю свидетельство, ограждающее его от ответственности за несохранение книг. Правильно веденные торговые книги служили доказательством фактов, которые в них были записаны; но доказательная сила признавалась за книгами в том лишь случае, если внесенные в них статьи оказывались сходными со статьями, находящимися в книгах противной стороны, или если противная сторона отказывалась представить в опровержение свои книги. Неисправно веденные книги могли служить доказательством против лица, представившего их в суд. Теряли доказательную силу торговые книги купцов, признанных злостными банкротами или лишённых всех или некоторых прав и преимуществ. Особую доказательную силу имели торговые книги в спорах между купцами по делам торговым. В исках против лиц, не принадлежащих к торговому сословию, купеческие книги могли быть принимаемы за доказательство в спорах о поставке товаров и о займе денег, но тогда лишь, когда было доказано, что товары действительно были поставлены или деньги забираемы, а сомнение или спор относился ко времени, количеству, качеству или цене составленных или забранных товаров или обещанного платежа. В коммерческих судах, где сохранилась ещё легальная оценка доказательств, свидетельство торговых книг, в случае спора, принималось за половинное доказательство, восполняемое присягой относительно спорных статей. Доказательная сила торговых книг в спорах между купцами была ограничена общей десятилетней давностью; против умершего купца книги его теряли силу доказательства по прошествии 5 лет; против лиц, не принадлежащих к торговому сословию, книги имели силу доказательства лишь в течение 1 года. Придерживаясь принципа коммерческой тайны, только в случае несостоятельности, признанной судом, книги отбирались и подлежали общему рассмотрению; истребование книг было возможно в случаях спора о наследстве или по торговому товариществу, но рассмотрение их предоставлено только суду или отдельному члену его; задержание книг в суде не разрешалось, и собственник их не был обязан допускать к обозрению их противную сторону. В случае споров между товарищами, книги товарищества могли быть вытребованы в суд. Помимо этих случаев, никто и ни под каким предлогом не мог требовать, чтобы ему были открыты купеческие книги, и предъявление книг на суд в виде доказательства отдавался на полную волю хозяина.